# Uganda kilimandjarica
Uganda kilimandjarica är en insektsart som först beskrevs av Sjöstedt 1909.  Uganda kilimandjarica ingår i släktet Uganda och familjen gräshoppor. Inga underarter finns listade i Catalogue of Life.